# Талхаузен
Талхаузен (њем. Thalhausen) општина је у њемачкој савезној држави Рајна-Палатинат. Једно је од 62 општинска средишта округа Нојвид. Према процјени из 2010. у општини је живјело 732 становника. Посједује регионалну шифру (AGS) 7138072.

## Географски и демографски подаци
Талхаузен се налази у савезној држави Рајна-Палатинат у округу Нојвид. Општина се налази на надморској висини од 280 метара. Површина општине износи 3,7 km². У самом мјесту је, према процјени из 2010. године, живјело 732 становника. Просјечна густина становништва износи 200 становника/km².